# Centaurea veneris
Centaurea veneris — вид квіткових рослин родини айстрових (Asteraceae). Ареал: північно-західна Італія.